# Gran Premio motociclistico d'Olanda 1983
Il Gran Premio motociclistico d'Olanda fu l'ottavo appuntamento del motomondiale 1983; si è trattato della 53ª edizione del Gran Premio motociclistico d'Olanda, 35ª valida per il motomondiale dalla sua istituzione nel 1949.
Si svolse sabato 25 giugno 1983 sul circuito di Assen, e corsero tutte le classi oltre ai sidecar. I vincitori furono Kenny Roberts in classe 500, Carlos Lavado in classe 250, Ángel Nieto in classe 125 e Eugenio Lazzarini in classe 50. Tra le motocarrozzette trionfarono Rolf Biland e Kurt Waltisperg.

## Classe 500
Un grave incidente durante la corsa ha coinvolto il campione del mondo in carica, l'italiano Franco Uncini, che dopo essere caduto è stato colpito dal sopraggiungente Wayne Gardner, riportando conseguenze che dopo aver fatto temere per la sua vita, l'hanno comunque tenuto lontano dalle gare per il resto della stagione.
La gara è stata poi vinta dallo statunitense Kenny Roberts che ha preceduto il giapponese Takazumi Katayama e l'altro statunitense Freddie Spencer; quest'ultimo capeggia anche la classifica provvisoria con 8 punti di vantaggio su Roberts.

### Arrivati al traguardo
| Pos. | Pilota             | Moto   | Tempo    | Griglia | Punti |
| ---- | ------------------ | ------ | -------- | ------- | ----- |
| 1    | Kenny Roberts      | Yamaha | 45:29.12 | 1       | 15    |
| 2    | Takazumi Katayama  | Honda  | +0.19    | 3       | 12    |
| 3    | Freddie Spencer    | Honda  | +6.94    | 2       | 10    |
| 4    | Randy Mamola       | Suzuki | +16.08   | 4       | 8     |
| 5    | Eddie Lawson       | Yamaha | +40.53   | 7       | 6     |
| 6    | Jack Middelburg    | Honda  | +51.29   | 9       | 5     |
| 7    | Marc Fontan        | Yamaha | +56.48   | 6       | 4     |
| 8    | Boet van Dulmen    | Suzuki | +1:19.93 | 8       | 3     |
| 9    | Raymond Roche      | Honda  | +1:27.86 | 10      | 2     |
| 10   | Mark Salle         | Suzuki | +1:48.68 | 17      | 1     |
| 11   | Stu Avant          | Suzuki | +2:22.97 | 21      |       |
| 12   | Norman Brown       | Suzuki | +2:26.38 | 23      |       |
| 13   | Henk de Vries      | Suzuki | +2:39.78 | 31      |       |
| 14   | Rob Punt           | Suzuki | +2:39.94 | 29      |       |
| 15   | Eero Hyvärinen     | Suzuki | +2:50.08 | 27      |       |
| 16   | Ernst Gschwender   | Suzuki | +2:53.27 | 30      |       |
| 17   | Fabio Biliotti     | Honda  | +2:55.07 | 28      |       |
| 18   | Philippe Coulon    | Suzuki | +2:57.96 | 19      |       |
| 19   | Rinus van Kasteren | Suzuki | +1 giro  | 33      |       |
| 20   | Børge Nielsen      | Suzuki | +1 giro  | 35      |       |
| 21   | Franz Kaserer      | Suzuki | +1 giro  | 33      |       |
| 22   | Johan van Eijk     | Suzuki | +1 giro  | 36      |       |

### Ritirati
| Pilota              | Moto   | Motivo | Griglia |
| ------------------- | ------ | ------ | ------- |
| Keith Huewen        | Suzuki |        | 12      |
| Barry Sheene        | Suzuki |        | 11      |
| Franck Gross        | Honda  |        | 26      |
| Peter Sjöström      | Suzuki |        | 22      |
| Dennis Ireland      | Suzuki |        | 32      |
| Wolfgang von Muralt | Suzuki |        | 24      |
| Jon Ekerold         | Cagiva |        | 25      |
| Sergio Pellandini   | Suzuki |        | 14      |
| Roger Marshall      | Honda  |        | 18      |
| Marco Lucchinelli   | Honda  |        | 15      |
| Franco Uncini       | Suzuki | caduta | 5       |
| Wayne Gardner       | Honda  | caduta | 16      |
| Steve Parrish       | Yamaha |        | 20      |
| Chris Guy           | Suzuki |        | 13      |

## Classe 250
Secondo successo consecutivo e quarto stagionale per il pilota venezuelano Carlos Lavado che in questa occasione ha preceduto il connazionale e compagno di squadra Ivan Palazzese e il francese Hervé Guilleux.
Lavado capeggia anche la classifica provvisoria con 24 punti di margine sul belga Didier de Radiguès.

### Arrivati al traguardo
| Pos. | Pilota                 | Moto       | Tempo    | Griglia | Punti |
| ---- | ---------------------- | ---------- | -------- | ------- | ----- |
| 1    | Carlos Lavado          | Yamaha     | 45.13.77 | 1       | 15    |
| 2    | Ivan Palazzese         | Yamaha     | 45.17.79 | 10      | 12    |
| 3    | Hervé Guilleux         | Kawasaki   | 45.18.04 | 4       | 10    |
| 4    | Jean-Louis Guignabodet | Rotax      | 45.24.59 | 11      | 8     |
| 5    | Martin Wimmer          | Yamaha     | 45.28.84 | 9       | 6     |
| 6    | Thierry Espié          | Chevallier | 45.29.27 | 12      | 5     |
| 7    | Didier de Radiguès     | Chevallier | 45.29.60 | 8       | 4     |
| 8    | Christian Estrosi      | Pernod     | 45.31.55 | 14      | 3     |
| 9    | Jacques Cornu          | Yamaha     | 45.40.06 | 3       | 2     |
| 10   | Donnie McLeod          | Yamaha     | 45.52.02 | 32      | 1     |
| 11   | Alan North             | Yamaha     | 45.55.94 | 28      |       |
| 12   | Jean-Michel Mattioli   | Yamaha     | 45.56.13 | 31      |       |
| 13   | Edwin Weibel           | Yamaha     | 46.02.78 | 20      |       |
| 14   | Tony Head              | Armstrong  | 46.07.46 | 17      |       |
| 15   | Paolo Ferretti         | Rotax      | 46.27.36 | 29      |       |
| 16   | Carlos Cardús          | Rotax      | 46.27.55 | 34      |       |
| 17   | Herbert Bessendörfer   | Yamaha     | 46.36.26 | 23      |       |
| 18   | Peter Looijesteijn     | Waddon     | 46.42.49 | 21      |       |
| 19   | Graeme McGregor        | Bartol     | 46.44.60 | 36      |       |
| 20   | Con Law                | EMC        | 46.49.79 | 35      |       |
| 21   | Teruo Fukuda           | Yamaha     | 47.27.47 | 22      |       |
| 22   | Bruno Lüscher          | Yamaha     | 48.35.50 | 16      |       |

### Ritirati
| Pilota              | Moto       | Motivo | Griglia |
| ------------------- | ---------- | ------ | ------- |
| Christian Sarron    | Real       |        | 2       |
| Alan Carter         | Yamaha     |        | 5       |
| Patrick Fernandez   | Yamaha     |        | 6       |
| Manfred Herweh      | Real       |        | 7       |
| Jean-François Baldé | Chevallier |        | 13      |
| Harald Eckl         | Yamaha     |        | 15      |
| Massimo Matteoni    | Yamaha     |        | 18      |
| Bernard Fau         | Yamaha     |        | 19      |
| Guy Bertin          | MBA        |        | 24      |
| Thierry Rapicault   | Yamaha     |        | 25      |
| Jean-Marc Toffolo   | Rotax      |        | 26      |
| Mar Schouten        | MBA        |        | 27      |
| Roland Freymond     | Armstrong  |        | 30      |
| Siegfried Minich    | Rotax      |        | 33      |

## Classe 125
In 125 il pilota spagnolo Ángel Nieto ha ottenuto la quinta vittoria stagionale, consolidando il suo primato in classifica provvisoria; al termine della gara ha preceduto il connazionale Ricardo Tormo e lo svizzero Bruno Kneubühler.

### Arrivati al traguardo
| Pos. | Pilota               | Moto      | Tempo    | Griglia | Punti |
| ---- | -------------------- | --------- | -------- | ------- | ----- |
| 1    | Ángel Nieto          | Garelli   | 44.05.54 | 7       | 15    |
| 2    | Ricardo Tormo        | MBA       | 44.05.75 | 5       | 12    |
| 3    | Bruno Kneubühler     | MBA       | 44.06.15 | 2       | 10    |
| 4    | Gerhard Waibel       | MBA       | 44.19.24 | 15      | 8     |
| 5    | Johnny Wickström     | MBA       | 44.26.74 | 17      | 6     |
| 6    | Hans Müller          | MBA       | 44.36.71 | 3       | 5     |
| 7    | Eugenio Lazzarini    | Garelli   | 44.54.71 | 1       | 4     |
| 8    | Pierluigi Aldrovandi | MBA       | 45.02.59 | 14      | 3     |
| 9    | Jean-Claude Selini   | MBA       | 45.06.74 | 11      | 2     |
| 10   | Fausto Gresini       | MBA       | 45.14.48 | 6       | 1     |
| 11   | Stefan Dörflinger    | MBA       | 45.15.55 | 9       |       |
| 12   | Helmut Lichtenberg   | MBA       | 45.28.47 | 21      |       |
| 13   | Alfred Waibel        | Real      | 45.28.68 | 18      |       |
| 14   | Henk van Kessel      | MBA       | 45.28.93 | 19      |       |
| 15   | August Auinger       | MBA       | 45.43.43 | 10      |       |
| 16   | Stefano Caracchi     | MBA       | 45.51.48 | 20      |       |
| 17   | Willy Pérez          | MBA       | 45.52.77 | 16      |       |
| 18   | Anton Straver        | MBA       | 46.04.77 | 24      |       |
| 19   | Lucio Pietroniro     | MBA       | 46.13.87 | 12      |       |
| 20   | Jacky Hutteau        | MBA       | 46.15.58 | 22      |       |
| 21   | Janez Pintar         | MBA       | 46.17.08 | 23      |       |
| 22   | Boy van Erp          | MBA       | 46.18.06 | 28      |       |
| 23   | Ilkka Jaakkola       | MBA       | 46.41.45 | 33      |       |
| 24   | Ton Spek             | MBA       | 46.47.53 | 27      |       |
| 25   | Paul Bordes          | MBA       | 46.56.41 | 31      |       |
| 26   | Olivier Liegeois     | Sanvenero | 46.57.49 | 35      |       |
| 27   | Kees van de Ven      | MBA       | 47.01.43 | 29      |       |
| 28   | Per-Edvard Carlsson  | MBA       | 47.34.52 | 32      |       |

### Ritirati
| Pilota             | Moto      | Motivo | Griglia |
| ------------------ | --------- | ------ | ------- |
| Pier Paolo Bianchi | Sanvenero |        | 4       |
| Maurizio Vitali    | MBA       |        | 8       |
| Erich Klein        | MBA       |        | 13      |
| Willem Heykoop     | Sanvenero |        | 25      |
| Hugo Vignetti      | MBA       |        | 26      |
| Martin van Soest   | MBA       |        | 30      |
| Hans Spaan         | MBA       |        | 34      |
| Jan Eggens         | EGA       |        | 36      |

## Classe 50
Di ritorno alle gare a breve distanza dal grave incidente in cui era incorso nel GP di Jugoslavia, l'italiano Eugenio Lazzarini ha ottenuto la vittoria, precedendo lo svizzero Stefan Dörflinger e lo spagnolo Ricardo Tormo passato da questa gara alla guida della Garelli.
A questo punto della stagione Lazzarini e Dörflinger sono appaiati in testa alla classifica mondiale con tre vittorie e due secondi posti a testa.

### Arrivati al traguardo
| Pos. | Pilota             | Moto       | Tempo    | Griglia | Punti |
| ---- | ------------------ | ---------- | -------- | ------- | ----- |
| 1    | Eugenio Lazzarini  | Garelli    | 31.25.15 | 2       | 15    |
| 2    | Stefan Dörflinger  | Kreidler   | 31.25.45 | 1       | 12    |
| 3    | Ricardo Tormo      | Garelli    | 32.05.75 | 3       | 10    |
| 4    | Claudio Lusuardi   | Moto Villa | 32.35.29 | 9       | 8     |
| 5    | Hagen Klein        | FKN        | 32.48.17 | 7       | 6     |
| 6    | Theo Timmer        | Casal      | 32.53.15 | 10      | 5     |
| 7    | Rainer Kunz        | FKN        | 32.54.93 | 5       | 4     |
| 8    | Rainer Scheidhauer | Kreidler   | 32.55.69 | 11      | 3     |
| 9    | Hans Spaan         | Kreidler   | 32.57.55 | 6       | 2     |
| 10   | Jos van Dongen     | Kreidler   | 33.18.83 | 16      | 1     |
| 11   | Gerhard Singer     | Kreidler   | 33.30.00 | 12      |       |
| 12   | Zdravko Matulja    | Tomos      | 33.34.00 | 15      |       |
| 13   | Paul Bordes        | Moto 2L    | 33.53.61 | 20      |       |
| 14   | Otto Machinek      | Kreidler   | 33.56.41 | 14      |       |
| 15   | Bert Smit          | PRS        | 33.51.47 | 26      |       |
| 16   | Rini Vrijdag       | Kreidler   | 34.52.45 | 30      |       |
| 17   | Chris Baert        | Kreidler   | 35.16.63 | 17      |       |
| 18   | Günter Schirnhofer | Kreidler   | 1 giro   | 23      |       |
| 19   | Mika-Sakari Komu   | Kreidler   |          | 31      |       |
| 20   | Wim de Jong        | Kreidler   |          | 27      |       |
| 21   | Gerhard Bauer      | Ziegler    | 2 giri   | 19      |       |

### Ritirati
| Pilota              | Moto      | Motivo | Griglia |
| ------------------- | --------- | ------ | ------- |
| George Looijesteijn | Kreidler  |        | 4       |
| Paul Rimmelzwaan    | Kreidler  |        | 8       |
| Hans-Jürgen Hummel  | Sachs     |        | 13      |
| Ian McConnachie     | Rudge     |        | 18      |
| Joaquin Gali        | Bultaco   |        | 21      |
| Ingo Emmerich       | EV        |        | 22      |
| Thomas Engl         | Engl      |        | 24      |
| Hans Koopman        | Kreidler  |        | 25      |
| Kasimir Rapczynski  | Kreidler  |        | 28      |
| Reiner Koster       | Kroko MK1 |        | 29      |
| Inge Arends         | Schuster  |        | 32      |
| Hans-Joachim Ritter | Kreidler  |        | 33      |
| Bertus Grinwis      | Kreidler  |        | 34      |
| Antoon Gevers       | Kreidler  |        | 35      |

## Classe sidecar
Terza vittoria in quattro gare per l'equipaggio svizzero Rolf Biland-Kurt Waltisperg, che ancora una volta distanzia notevolmente gli inseguitori; sul podio salgono anche Werner Schwärzel-Andreas Huber e Masato Kumano-Kunio Takeshima. La gara di Egbert Streuer-Bernard Schnieders, finora secondi nel mondiale, è invece compromessa da problemi tecnici che prima li fanno scivolare tra i doppiati nelle retrovie e poi li costringono al ritiro.
In classifica Biland conduce con 45 punti, al secondo posto ora c'è Schwärzel con 34 punti, seguono Streuer a 25 e Kumano a 20.

### Arrivati al traguardo (posizioni a punti)[5]
| Pos | Pilota            | Passeggero            | Moto          | Tempo    | Punti |
| --- | ----------------- | --------------------- | ------------- | -------- | ----- |
| 1   | Rolf Biland       | Kurt Waltisperg       | LCR-Yamaha    | 42'56"29 | 15    |
| 2   | Werner Schwärzel  | Andreas Huber         | Seymaz-Yamaha | 43'31"34 | 12    |
| 3   | Masato Kumano     | Kunio Takeshima       | LCR-Yamaha    | 43'49"00 | 10    |
| 4   | Trevor Ireson     | Donnie Williams       | Ireson-Yamaha | 44'24"90 | 8     |
| 5   | Pentti Niinivaara | Vesa Bienek           | LCR-Yamaha    | 44'25"13 | 6     |
| 6   | Theo van Kempen   | Geral de Haas         | LCR-Yamaha    | 44'38"37 | 5     |
| 7   | Martin Kooij      | Raimond van den Groep | Kova-Yamaha   | 45'07"84 | 4     |
| 8   | Wolfgang Stropek  | Hans-Peter Demling    | LCR-Yamaha    | 45'46"51 | 3     |
| 9   | Jos Modder        | Erik de Groot         | LCR-Yamaha    | 45'54"17 | 2     |
| 10  | Amedeo Zini       | Guido Sala            | LCR-Yamaha    | +1 giro  | 1     |